# Xã Darnen, Quận Stevens, Minnesota
Xã Darnen (tiếng Anh: Darnen Township) là một xã thuộc quận Stevens, tiểu bang Minnesota, Hoa Kỳ. Năm 2010, dân số của xã này là 292 người.